# Anachemmis
Genre
Anachemmis est un genre d'araignées aranéomorphes de la famille des Zoropsidae.

## Distribution
Les espèces de ce genre se rencontrent aux États-Unis en Californie et en Arizona et au Mexique au Sonora,.

## Liste des espèces
Selon World Spider Catalog (version 17.0, 20/05/2016) :
- Anachemmis aalbui Platnick & Ubick, 2005
- Anachemmis beattyi Platnick & Ubick, 2005
- Anachemmis jungi Platnick & Ubick, 2005
- Anachemmis linsdalei Platnick & Ubick, 2005
- Anachemmis sober Chamberlin, 1919

## Publication originale
- Chamberlin, 1919 : New Californian spiders. Journal of Entomology and Zoology, Claremont, vol. 12, p. 1-17.